# Phare de Valsörarna
Le phare de Valsörarna ou phare de Valassaaret (en finnois : Valassaaret majakka) est un feu situé sur l'archipel de Valsörarna dans le détroit de Kvarken du golfe de Botnie, en Ostrobotnie (Finlande).

## Histoire
L'archipel de Valsörarna se trouve à environ 15 km au nord-ouest de Korsholm et compte deux îles, Äbbskär et Storskär. Au cours des années 1850, on trouvait sur l'archipel une balise de jour fabriquée à partir d'un arbre sur l'île. Celle-ci devint très inefficace dans les eaux dangereuses du Kvarken à mesure que le trafic maritime augmentait. Le phare a été conçu par le français Henry Lepaute qui a travaillé pour la société d'ingénierie Gustave Eiffel qui a construit le phare.
Le phare devait initialement être placé sur l'île d'Äbbskär. Cependant, après excavation et analyse au sol, il a été conclu qu'Absbär n'avait pas de terrain approprié pour le phare et il a été décidé qu'il devrait être déplacé sur l'île Storskär. Pour son déménagement à Storskär, un pont de pierre a été construit entre ce dernier et Äbbskär. La route également construite en relation avec le pont a reçu le nom de Kärleksstigen ("le chemin de l'amour"). Le phare a été solidement fixé sur Storskär en 1886.
Le phare a étonné et même effrayé les gens avec sa couleur rouge feu alimentant les rumeurs. La rumeur la plus connue était que si vous touchiez le phare, vous seriez gravement brûlé. Cette rumeur fut si répandue qu'elle a vécu longtemps jusqu'aux années 1950.
En 1963, le phare a été d'abord automatisé et plus tard, dans les années 1980, électrifié. Le système optique à lentille de Fresnel de 1er ordre d'origine a été retiré en même temps que l'électrification et est maintenant exposé au Musée maritime de Vaasa .
Le phare a été fermé au public en 2013. Il a été constaté qu'il était impossible de réparer ou de reconstruire le phare pour satisfaire aux normes modernes de sécurité et d'accessibilité sans modifier substantiellement l'architecture.

## Description
Le phare  est une tour cylindrique en fonte avec enjambements de 36 mètres de haut, avec une triple galerie et une lanterne. La tour est totalement peinte en rouge. Il émet, à une hauteur focale de 38 mètres, quatre éclats blancs toutes les 20 secondes. Sa portée nominale est de 11 milles nautiques (environ 20 km).
Identifiant : ARLHS : FIN-076 - Amirauté : C4226 - NGA : 18148 .
|           |
| La plaque |

|          |
| Le phare |

### Lien connexe
- Liste des phares de Finlande